# Saint-Jory-de-Chalais
Saint-Jory-de-Chalais – miejscowość i gmina we Francji, w regionie Nowa Akwitania, w departamencie Dordogne.
Według danych na rok 1990 gminę zamieszkiwało 600 osób, a gęstość zaludnienia wynosiła 19 osób/km² (wśród 2290 gmin Akwitanii Saint-Jory-de-Chalais plasuje się na 644. miejscu pod względem liczby ludności, natomiast pod względem powierzchni na miejscu 262.).